# Pilar Narvión Royo
Pilar Narvión Royo (Alcañiz, 30 de març de 1922 - Madrid, 7 de juliol de 2013) va ser una periodista i comentarista espanyola. És la iniciadora del periodisme polític a Espanya.

## Biografia
Destacada periodista que va desenvolupar la seva carrera especialment en l'Espanya del tardofranquisme, en una època en la qual l'exercici del periodisme era gairebé en exclusiva una activitat masculina. Va ser la segona sòcia més antiga de l'Associació de la Premsa de Madrid ingressant el 1955 - la primera va ser Jesusa Granada amb el número 67- i, del total del cens, figurava al lloc número 17.
Va començar a escriure als 13 anys en la revista Domingo i va estudiar a l'Escola de Periodisme, en la seva cinquena promoció. Va ser la primera dona que va fer crònica política a Espanya i pot ser considerada, per tant, la mestra del periodisme polític en la Transició espanyola.
El 1956 va ser designada corresponsal a Roma pel Diario Pueblo, un nomenament que va ser ben acollit pels seus companys els qui van lloar la seva capacitat d'anàlisi i la seva destresa amb els idiomes. Més tard va assumir la corresponsalía de París i va arribar a ocupar el càrrec de Sotsdirectora.
Va ser la primera guardonada amb el Premi Víctor de la Serna de periodisme el 1973.
Es va retirar de la professió a principis dels anys 1980. Va morir a Madrid el 7 de juliol de 2013 als 91 anys.
El seu testimoniatge com a periodista va ser recollit en format audiovisual en el documental "Nosotras que contamos: Josefina Carabias" de la sèrie documental Imprescindibles de la 2, amb adreça i guió d'Inés García-Albi Gil De Biedma emès per primera vegada el 2014.

## Premis i reconeixements
- Premi Víctor de la Serna de periodisme el 1973. Primera edició.